# Lanfranco Caretti
Lanfranco Caretti (Ferrara, 3 luglio 1915 – Firenze, 4 novembre 1995) è stato un filologo, critico letterario e italianista italiano.

## Biografia

Lanfranco Caretti

Ottenne la maturità presso il Regio Liceo Ginnasio "L. Ariosto" di Ferrara e conseguì la laurea in Lettere presso l'Università di Bologna. Si dedicò ad un'intensa attività di ricerca, che gli valse la cattedra di Letteratura italiana all'Università degli Studi di Pavia. L'impegno come docente proseguì, dal 1964, all'Università degli Studi di Firenze.
Il suo metodo critico, nel quale la filologia e la storia si incontrano con rigore, è caratterizzato in particolare dalla variantistica, ovvero dall'esame del lavoro dello scrittore attestato dalle correzioni o dai cambiamenti che si desumono dai manoscritti e dalle diverse edizioni.
Caretti dedicò studi di grande interesse all'ambiente umanistico-rinascimentale della corte estense (come dimostrano i saggi e le edizioni dedicati ai due maggiori poeti del tempo, Ariosto e Tasso).
Molti saggi furono dedicati all'approfondimento filologico e critico dell'opera di autori classici, da Dante a Manzoni, da Giuseppe Parini a Vittorio Alfieri. Non mancano studi sui poeti contemporanei Eugenio Montale, Sergio Solmi e Vittorio Sereni.
Uno degli archivi culturali più importanti sul Novecento letterario è rappresentato dalla biblioteca e dalle carte di Lanfranco
Caretti e si trova presso la Biblioteca comunale Ariostea. Prima della sua scomparsa, Caretti dispose di lasciare all'Ariostea tutti i suoi libri. A partire dal 2000 i suoi tre figli cominciarono a consegnare anche l'archivio, rappresentato da documenti di famiglia, carte frutto dell'attività di studio e di lavoro, lettere e fotografie.

## Opere

### Saggi

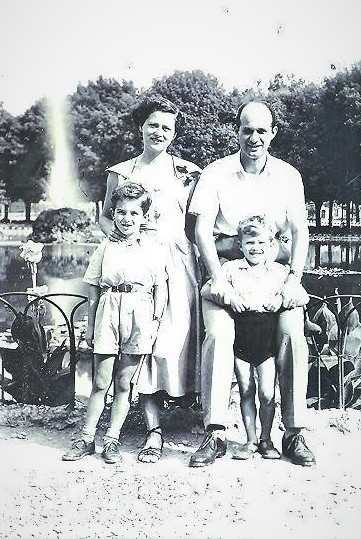
Lanfranco Caretti con la moglie Vittorina e due dei suoi tre figli a Firenze nel 1951.

- Studi sulle rime del Tasso, Edizioni di storia e letteratura, Roma, 1950
- Saggi sul Sacchetti, Laterza, Bari, 1951
- Studi e ricerche di letteratura italiana, La Nuova Italia, Firenze, 1951
- Parini e la critica: storia e antologia della critica, Silva,[s.l.], 1953
- Ariosto e Tasso, Einaudi, Torino, 1961
- Filologia e critica (saggio che diede il nome a una prestigiosa rivista), Ricciardi, Milano-Napoli, 1955
- Dante, Manzoni e altri studi, Ricciardi, Milano-Napoli, 1964
- Manzoni. Ideologia e stile, Einaudi, Torino, 1972
- Lingua e sport, Vallecchi, Firenze, 1973
- Antichi e moderni. Studi di letteratura italiana, Einaudi, Torino, 1976
- Sul Novecento, Nistri-Lischi, Pisa 1976
- Manzoni. Guida storica e critica, Laterza, Roma-Bari, 1976
- Montale e altri, Morano, Napoli, 1987
- Foscolo. Persuasione e retorica, Nistri-Lischi, Pisa, 1996
- Studi sulle lettere alfieriane, Mucchi, Modena, 1999

### Edizioni critiche
- Giuseppe Parini, Le Odi, Ricciardi, Milano-Napoli, 1951
- Ludovico Ariosto, Orlando Furioso, Ricciardi, Milano-Napoli, 1954
- Vittorio Alfieri, Epistolario, 1963 e 1981
- Torquato Tasso, Gerusalemme Liberata, Laterza, Bari, 1967
- Alessandro Manzoni, Liriche e tragedie, Mursia, Milano, 1967
- Alessandro Manzoni, I promessi sposi, Einaudi, Torino, 1971
- Ludovico Ariosto, Cinque canti, Einaudi, Torino, 1977